# Доња Бриска
Доња Бриска је насеље у општини Бар у Црној Гори. Према попису из 2003. било је 46 становника (према попису из 1991. било је 145 становника).

## Демографија
У насељу Доња Бриска живи 33 пунолетна становника, а просечна старост становништва износи 40,3 година (37,7 код мушкараца и 43,3 код жена). У насељу има 14 домаћинстава, а просечан број чланова по домаћинству је 3,29.
Ово насеље је углавном насељено Албанцима (према попису из 2003. године).
|  |

| Демографија | Демографија | Демографија |
| Година      | Становника  | Становника  |
| ----------- | ----------- | ----------- |
|             |             |             |
|             |             |             |
|             |             |             |
|             |             |             |
| 1948.       | 99          |             |
| 1953.       | 116         |             |
| 1961.       | 109         |             |
| 1971.       | 129         |             |
| 1981.       | 130         |             |
| 1991.       | 145         | 90          |
| 2003.       | 134         | 46          |
|             |             |             |

| Етнички састав према попису из 2003.‍ | Етнички састав према попису из 2003.‍ | Етнички састав према попису из 2003.‍ | Етнички састав према попису из 2003.‍ | Етнички састав према попису из 2003.‍ |
| ------------------------------------ | ------------------------------------ | ------------------------------------ | ------------------------------------ | ------------------------------------ |
|                                      |                                      |                                      |                                      |                                      |
| Албанци                              | Албанци                              |                                      | 37                                   | 80,43%                               |
| непознато                            | непознато                            |                                      | 0                                    | 0,0%                                 |

| Година пописа     | 1948. | 1953. | 1961. | 1971. | 1981. | 1991. | 2003. |
| ----------------- | ----- | ----- | ----- | ----- | ----- | ----- | ----- |
| Број домаћинстава | 19    | 20    | 20    | 23    | 25    | 32    | 30    |

| Број чланова      | 1  | 2 | 3 | 4 | 5 | 6 | 7 | 8 | 9 | 10 и више | Просек |
| ----------------- | -- | - | - | - | - | - | - | - | - | --------- | ------ |
| Број домаћинстава | 14 | 0 | 5 | 4 | 2 | 2 | 1 | 0 | 0 | 0         | 0      |

| Пол    | Укупно | Неожењен/Неудата | Ожењен/Удата | Удовац/Удовица | Разведен/Разведена | Непознато |
| ------ | ------ | ---------------- | ------------ | -------------- | ------------------ | --------- |
| Мушки  | 19     | 4                | 14           | 1              | 0                  | 0         |
| Женски | 18     | 1                | 14           | 3              | 0                  | 0         |
| УКУПНО | 37     | 5                | 28           | 4              | 0                  | 0         |

| Пол    | Укупно                    | Пољопривреда, лов и шумарство | Рибарство                            | Вађење руде и камена | Прерађивачка индустрија       |
| ------ | ------------------------- | ----------------------------- | ------------------------------------ | -------------------- | ----------------------------- |
| Мушки  | 15                        | 9                             | 0                                    | 0                    | 0                             |
| Женски | 0                         | 0                             | 0                                    | 0                    | 0                             |
| УКУПНО | 15                        | 9                             | 0                                    | 0                    | 0                             |
| Пол    | Производња и снабдевање   | Грађевинарство                | Трговина                             | Хотели и ресторани   | Саобраћај, складиштење и везе |
| Мушки  | 0                         | 0                             | 0                                    | 0                    | 5                             |
| Женски | 0                         | 0                             | 0                                    | 0                    | 0                             |
| УКУПНО | 0                         | 0                             | 0                                    | 0                    | 5                             |
| Пол    | Финансијско посредовање   | Некретнине                    | Државна управа и одбрана             | Образовање           | Здравствени и социјални рад   |
| Мушки  | 0                         | 0                             | 0                                    | 0                    | 0                             |
| Женски | 0                         | 0                             | 0                                    | 0                    | 0                             |
| УКУПНО | 0                         | 0                             | 0                                    | 0                    | 0                             |
| Пол    | Остале услужне активности | Приватна домаћинства          | Екстериторијалне организације и тела | Непознато            | Непознато                     |
| Мушки  | 0                         | 0                             | 0                                    | 1                    | 1                             |
| Женски | 0                         | 0                             | 0                                    | 0                    | 0                             |
| УКУПНО | 0                         | 0                             | 0                                    | 1                    | 1                             |